# TV5 (Filipíny)
TV5 je filipínská televizní stanice založená 1. března 1960. Kanál byl uzavřen 21. září 1972 z důvodu stanného práva, byl znovu spuštěn 21. února 1992 po téměř 20 letech. Kanál vlastní společnost MediaQuest Holdings, Inc. Je také oficiálně označován jako Kapatid Network, což je tagalogský termín pro „sourozence“, který byl představen v roce 2010.